# Кръстьо Попов
Кръстьо Атанасов Попов е български общественик, кмет на Сливница през 1934-1939 година.

## Биография
Кръстьо Попов е роден през 1892 година в ениджевардарското село Горно Куфалово, днес в Гърция. Баща му притежава хан в Солун. Завършва началното си образование в родното си село. През 1911 година завършва Солунската българска мъжка гимназия. Работи като учител. По време на Балканската и Междусъюзническата война е опълченец в 4. рота на 13. Кукушка дружина на Македоно-одринското опълчение. След края на войните се записва във Военното училище, което напуска, за да се запише за студент в Софийския университет, специалност „Право“. Прекъсва следването си по време на Първата световна война, тъй като заминава на фронта. Подпоручик е в 60-и полк. След края на войната продължава следването си задочно и работи като преподавател по френски език в сливнишката прогимназия. През 1924 година се дипломира и започва работа като адвокат.
Кмет на Сливница е от 1 септември 1934 до февруари 1939 година. Управлението му е определяно като „четирите най-плодоносни за развитието на селото години“, извършено е благоустройство, което „придава на селото градски вид“.

## Семейство
Попов се жени за Елена Наумова Рачева от Прилеп, с която имат две дъщери - Соня и Татяна.